# Natale Masuccio
Giovanni Natale Masuccio (également connu sous le nom de Mesuccio ou Tomasucci), né à Messine (Sicile) en 1568 et mort dans la même ville en août 1619, est un architecte et ingénieur hydraulique italien. Jésuite de 1585 à 1616 il est considéré comme l'un des architectes les plus importants de Sicile, témoin de la transition entre le maniérisme et le baroque .

## Biographie
Masuccio est né à Messine en 1568. Ses premières années et sa formation d'architecte n'est pas documentée. Il entre dans l' Ordre des Jésuites le 3 mai 1585 et est envoyé à Rome pour étudier l'architecture en 1586 et de nouveau en 1597–1599,,. Il a probablement commencé ses études d'architecture à Messine au contact avec Andrea Calamech, qui a introduit le maniérisme toscan. Il a également été influencé par le style de Giacomo Del Duca, actif à Messine dans les années 1590.

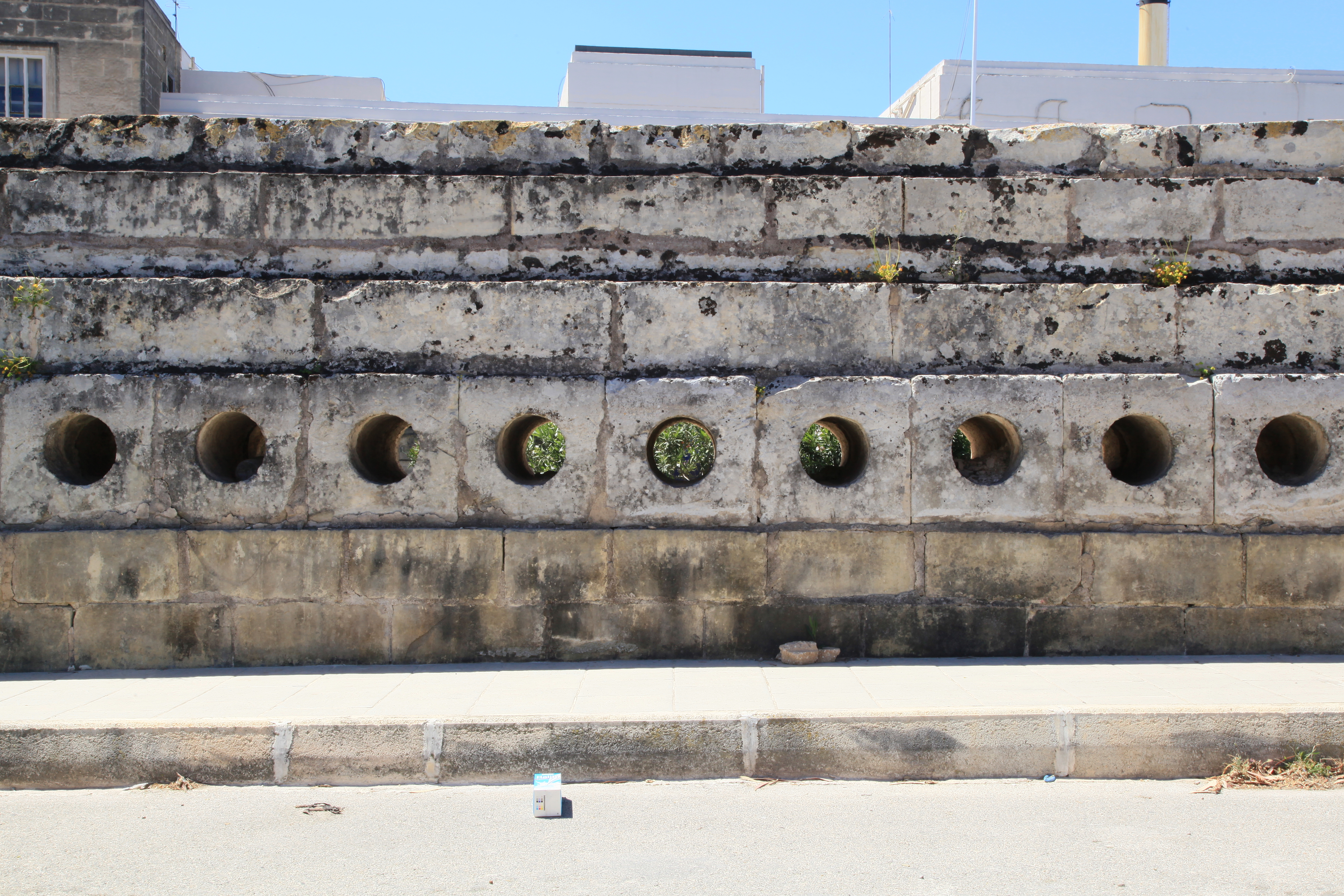
L' aqueduc de Wignacourt, à Malte.

À Rome, Masuccio consolide sa formation et s'initie au style baroque précoce auprès de Giacomo della Porta. Lors de son retour en Sicile, il est capturé par des pirates puis libéré lorsque le navire est arraisonné par l' Ordre de Saint-Jean. Accueilli à Malte par le Grand Maître Alof de Wignacourt, il s'implique dans la construction de l' aqueduc de Wignacourt entre 1610 et 1612. Il quitte l'île, incapable de résoudre le problème de l'écoulement de l'eau le long des dépressions du sol.
À son retour en Sicile, il  travaille à la conception et à la construction d'institutions jésuites, églises et collèges. En 1603, il apporte des modifications à l' église du Gesù de Palerme, et conçoit le noviciat jésuite dans la ville. Il a également conçu l'église et le collège jésuites de Messine et plusieurs autres bâtiments à Trapani et Sciacca entre-autres.
Son caractère tourmenté lui vaut de violentes atlercations avec ses supérieurs. On le retrouve mêlé à des disputes internes à la Compagnie (Autour de la gestion de la province de Sicile). En accord avec le général Muzio Viotelleschi il quitte l'Ordre des Jésuites. Il devint l'architecte du Senato di Messina, qui lui avait déjà confié la construction d'un aqueduc en 1611. En 1616, il conçoit le Palazzo del Monte di Pietà.
Natale Masuccio est mort à Messine dans les dernières semaines d'août 1619. 
La plupart de ses œuvres à Messine ont été détruites lors du tremblement de terre de 1908.

## Œuvres
.

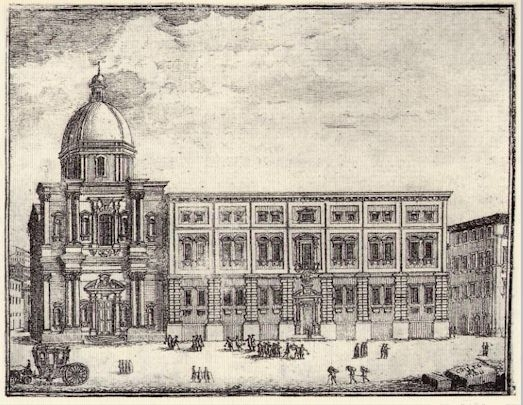
Collège et église jésuite de Messine

- Transformations de l'église du Gesù à Palerme (1603).
- Noviciat jésuite de Palerme (vers 1603) (en grande partie détruit).
- Église et collège jésuites de Messine (1604) (détruits).
- Premières étapes de l'aqueduc de Wignacourt à Malte (1610–1612).
- Collège des Jésuites de Noto (1611) (en ruines depuis le Séisme du 11 janvier 1693 au Val di Noto).
- Complexe jésuite de Sciacca (1613–17, attribué)
- Église et collège jésuites de Trapani (1614, attribué)
- Palazzo del Monte di Pietà à Messine (1616) (en ruines depuis le séisme du 28 décembre 1908 à Messine)